# Mầm ngũ cốc
Mầm của ngũ cốc là bộ phận sinh sản nảy mầm để phát triển thành cây; đó là phôi  của hạt giống.
Cùng với cám, mầm thường là sản phẩm phụ của quá trình xay xát  tạo ra các sản phẩm ngũ cốc tinh chế. Các loại ngũ cốc và các thành phần của chúng, như dầu mầm lúa mì, dầu cám gạo và ngô, có thể được sử dụng làm nguồn chiết xuất từ dầu thực vật, hoặc được sử dụng trực tiếp làm nguyên liệu cho thực phẩm. Mầm được giữ lại như một phần không thể thiếu của các loại thực phẩm ngũ cốc nguyên cám.
Các phương pháp xay xát không phải ngũ cốc nguyên cám nhằm mục đích cách ly nội nhũ, được nghiền thành bột, loại bỏ cả vỏ trấu (cám) và mầm. Loại bỏ cám nhằm mục đích sản xuất một loại bột có màu trắng chứ không phải màu nâu và loại bỏ các chất xơ, các chất làm giảm dinh dưỡng. Mầm này rất giàu chất béo không bão hòa đa (có xu hướng oxy hóa và trở nên ôi khi lưu trữ) và vì vậy loại bỏ mầm giúp cải thiện chất lượng lưu trữ của bột.

## Mầm lúa mì
Mầm lúa mì hoặc lúa mì là một nguồn tập trung của một số chất dinh dưỡng thiết yếu, bao gồm vitamin E, folate (axit folic), phosphor, thiamin, kẽm và magiê, cũng như các axit béo thiết yếu và cồn béo. Nó là một nguồn chất xơ tốt. Bánh mì trắng được làm bằng bột mì đã loại bỏ mầm và cám. Mầm lúa mì có thể được thêm vào protein lắc, thịt hầm, bánh nướng xốp, bánh kếp, ngũ cốc, sữa chua, sinh tố, bánh quy, và các hàng hóa khác.
Mầm lúa mì có thể bị ôi nếu không được bảo quản đúng cách trong tủ lạnh hoặc tủ đông  và tránh xa ánh sáng mặt trời. Một số nhà sản xuất ngăn ngừa sự ôi thiu bằng cách lưu trữ mầm lúa mì trong các hộp thủy tinh cách ly chân không, hoặc bằng cách đặt một túi hấp thụ oxy bên trong bao bì kín khí.

## Công dụng khác
Trong sinh học phân tử, chiết xuất mầm lúa mì được sử dụng để thực hiện các thí nghiệm dịch mã in vitro không có tế bào vì phôi thực vật chứa tất cả các thành phần cao của phân tử cần thiết để dịch mRNA thành amino acid nhưng mức độ mRNA tương đối thấp.

Mầm lúa mì cũng rất hữu ích trong hóa sinh vì nó chứa lectin ràng buộc chặt chẽ với một số glycoprotein; do đó, nó có thể được sử dụng để phân lập các protein như vậy. 